# Brânceni, Teleorman
Brânceni este satul de reședință al comunei cu același nume din județul Teleorman, Muntenia, România. Se află în partea de sud-est a județului, în Câmpia Găvanu-Burdea. La recensământul din 2002 avea o populație de 3.153 locuitori. Stație de cale ferată.